# إلسا آن ليو رايني
إلسا آن ليو رايني (بالإنجليزية: Elsa Ann Leo-Rhynie)‏ هي أكاديمية جامايكية متقاعدة ومديرة جامعية وهي أستاذ فخري في جامعة ويست إنديز (UWI). وهي مديرة سابقة ونائبة المستشار لحرمها الجامعي منى، جامايكا.

## نُبذة
ولدت ليو-رايني في مستشفى فيكتوريا يوبيل في كينغستون، جامايكا. نشأت في سانت أندرو، وحضرت مدرسة سانت أندرو الثانوية للبنات. أكملت ليو-رايني تعليمها الجامعي في جامعة ويست إنديز (UWI)، وتخرجت بدرجة بكالوريوس. في علم النبات وعلم الحيوان. أكملت فيما بعد دبلوم الدراسات العليا في التربية ودكتوراه في علم النفس التربوي من نفس المؤسسة. حتى عام 1977، عملت كمدرسة علوم في المدرسة الثانوية، وقضت فترات في مدرسة هافيرستوك (في إنجلترا) ومدرسة ميدوبروك الثانوية (في جامايكا).